# جیکوب لی
جیکوب لی (انگلیسی: Jacob Lee؛ زادهٔ ۴ نوامبر ۱۹۹۴) هنرمند، ترانه‌سرا اهل گلد کوست استرالیا است. لی مؤسس و مالک فلسفی رکوردز که ناشر آثار خودش می‌باشد، هست.

## فعالیت‌ها
جیکوب لی کریستین بلوز، متولد ۴ نوامبر ۱۹۹۴، در شهر گلد کوست، ایالت کوینز لند استرالیا است. او فعالیت خود در موسیقی را از اجراهای خیابانی در محله surfers paradise به مدت ۴ سال آغاز کرد.
در سال ۲۰۱۱، لی در bootcamp فصل سوم برنامه استعداد یابی the X factor شرکت کرد، پس از آنکه گای سباستین به او گفت که زیادی جوان است.
لی همچنین عضو گروه پسران Oracle east بود که در سال ۲۰۱۲ توسط ایستگاه رادیویی گلد کوست به نام Sea FM، شکل گرفت. از ماه مه تا ژوئن ۲۰۱۴، لی شرکت کننده فصل سوم برنامه the voice بود که تحت تعلیم ویل. آی. ام قرار گرفت. متأسفانه او در مرحله sing-off از مسابقه حذف شد.

### 2014-2017: "chariot" تا شناخته شدن
در ژوئن ۲۰۱۴ جیکوب لی به‌طور غیرمنتظره اولین آهنگش را به نام "Chariot" منتشر کرد. این آهنگ تا مارس ۲۰۲۰ بیش از ۲۰ میلیون بار در Spotify و همچنین در رادیو Sea FM پخش شده. در ژانویه ۲۰۱۶، لی گروه Justice crew را در تور south wales همراهی کرد.
مینی آلبوم آغاز کار لی به نام Sine Qua Non شامل چهار آهنگ بود که یکی از آنها "chariot" نام داشت در تاریخ ۶ فوریه ۲۰۱۶ منتشر شد.
همچنین دومین مینی آلبوم وی با نام "clarity" با مجموع چهار آهنگ یک سال بعد منتشر شد که یکی از آهنگ‌ها "I just know" نام داشت.

### 2017-2021: Philosophy و Conscience
اواخر سال ۲۰۱۷ لی دو آهنگ منتشر کرد به عنوان آغاز آلبوم جدیدش به نام Philosophy. او به یکی از آهنگ‌هایش با نام oceans به عنوان اولین آهنگش از دیدگاه خودش اشاره کرد. در ادامه این آلبوم، لی Black sheep را در سال ۲۰۱۸ منتشر کرد، تا افکارش را دربارهٔ صنعت موسیقی کنونی به اشتراک بگذارد. یک ماه بعد هم cursed را منتشر کرد که دیدگاه فردی که دچار جنون جوانی است را توصیف می‌کند.
پس از آلبوم philosophy لی دو آهنگ سینگل با نام‌های With you و I belong to you منتشر کرد. With you توصیف عشقی است که والدین به فرزندان شان دارند، و I belong to you دربارهٔ عشق است.
سپس لی آلبوم بعدی خویش را با نام conscience با ۱۰ آهنگ منتشر کرد. اولین آهنگ آن Conscience است که در ۵ آوریل ۲۰۱۹ منتشر شد و ۱۴ آوریل موزیک ویدئو آن را منتشر کرد. دومین آهنگ این آلبوم نیز با نام Zen در ۲۴ می ۲۰۱۹ با موزیک ویدئو منتشر شد.